# Howard (Kansas)
Howard – miasto położone w Hrabstwie Elk.